# Clinteroides ornatipennis
Clinteroides ornatipennis är en skalbaggsart som beskrevs av Moser 1905. Clinteroides ornatipennis ingår i släktet Clinteroides och familjen Cetoniidae. Utöver nominatformen finns också underarten C. o. elisabethana.